# Thomas Tittel
Thomas Tittel (* 27. Oktober 1975 in Brück, DDR; † 7. September 2013 in Bad Ischl, Österreich) war ein deutscher Triathlet. Sein größter Erfolg war der Vize-Europameistertitel 2009 in Prag.
Tittel war Betreiber eines Bike-Centers in Leipzig. Für den SC DHfK Leipzig nahm er an verschiedenen nationalen und internationalen Marathon- und Ironmanwettbewerben teil. So wurde er 2009 ITU Vize Europameister auf der Langdistanz und Zweiter der deutschen Meisterschaft im Crosstriathlon. 2010 zeigten sich bei ihm während des Ironmans in Frankfurt am Main gesundheitliche Probleme in Form eines Asthmaanfalls mit allergischer Reaktion und eines Hörsturzes.
Am ersten Tag der Europameisterschaften 2013 im Crosstriathlon am Wolfgangsee in Österreich brach Tittel auf der Laufstrecke bewusstlos zusammen: Nachdem er wieder zu sich gekommen war, wurde er in das Krankenhaus nach Bad Ischl gebracht, wo er kurz darauf an einem Herzinfarkt infolge von Überanstrengungen starb. Die Urne Tittels wurde am 2. Oktober 2013 auf dem Friedhof in Leipzig-Lindenau beigesetzt.

## Sportliche Erfolge (Auswahl)
- 2007: 1. Platz Schlosstriathlon Moritzburg
- 2007: 1. Platz Erfurter Bergtriathlon
- 2007: 1. Platz Sächsische Landesmeisterschaften Grimma
- 2007: 1. Platz Silberstromtriathlon
- 2008: 1. Platz Kyffhäuserbergpreis
- 2009: 2. Platz ITU-EM Langdistanz (Amateure)
- 2012: 2. Platz Deutsche Meisterschaften Crosstriathlon